# Döner kebab

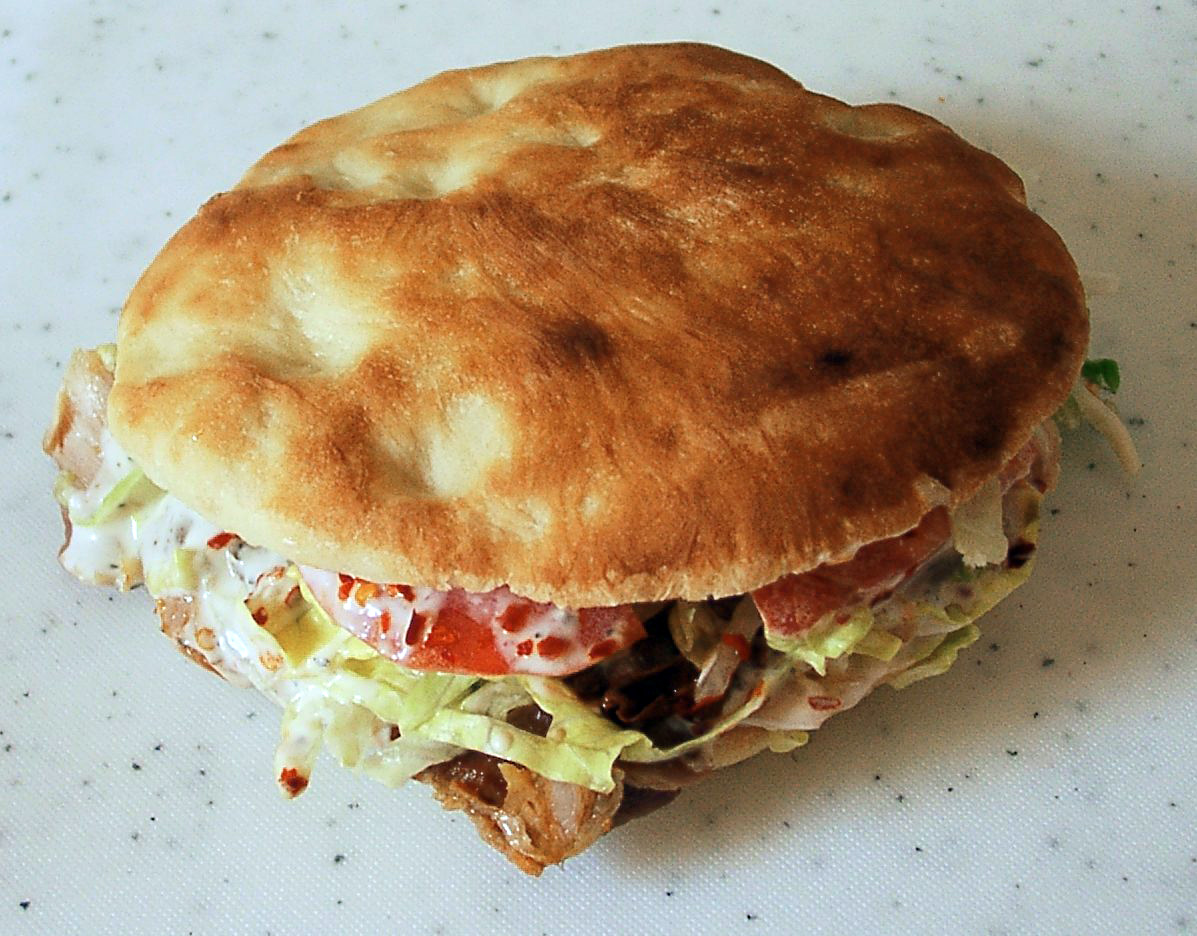
Döner kebab in een pitabroodje

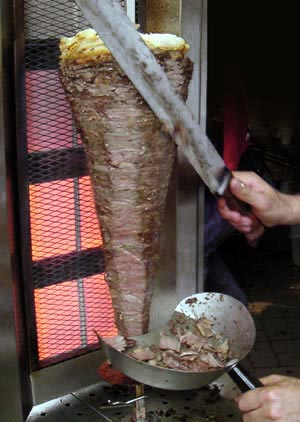
Döner kebab dat van de staaf af wordt gesneden

Döner kebab (döner betekent 'draaiend' in het Turks) is een van oorsprong Turks vleesgerecht van gekruid lamsvlees. Soms worden ook andere vleessoorten gebruikt zoals kalfsvlees, kip of kalkoen. De eigenlijke döner (Yaprak döner) bestaat uit een dikke, ronde staaf van afwisselende laagjes gekruid vlees en vet, die aan een braadspit zijn geregen. De staaf wordt verticaal draaiend in een staande grill verhit en gebakken. Daarna worden plakjes ervan afgesneden met een speciaal mes of een elektrisch snijapparaat. Vervolgens wordt de döner geserveerd, bijvoorbeeld als schotel met rijst of friet en sla, tomaat en ui, of als broodje of als dürüm. Ook wordt het geserveerd op Turkse pizza's. In België en Nederland wordt er vaak knoflooksaus, cocktailsaus of sambal bij geserveerd. De traditionele drank die er in Turkije bij gedronken wordt is ayran.
Een aanzienlijk deel van de döner kebab is afkomstig uit Duitsland. Döner kebab wordt er vooral verkocht met pitabroodjes, of in dürüm gerold. Als uitvinder van dit gerecht wordt Kadir Nurman (1934-2013) gezien, die in 1972 zijn eerste broodjes döner kebab in Berlijn serveerde. De officiële Turkse spelling is döner kebabı. De spelling 'kebab' wordt het meest gebruikt in Nederland, België, Duitsland en Zweden maar ook in landen als Spanje is de aanduiding kebab bekend.
Het tv-programma Keuringsdienst van Waarde onderzocht in 2010 tien broodjes döner aangeprezen als lamsvlees, en vond slechts één exemplaar dat 100% lam bevatte, terwijl de meeste een mengsel van lams- en rundvlees waren. Ook bestonden sommige voor 100% uit ander vlees: rund, kip, kalkoen en zelfs varkensvlees.

## Galerij

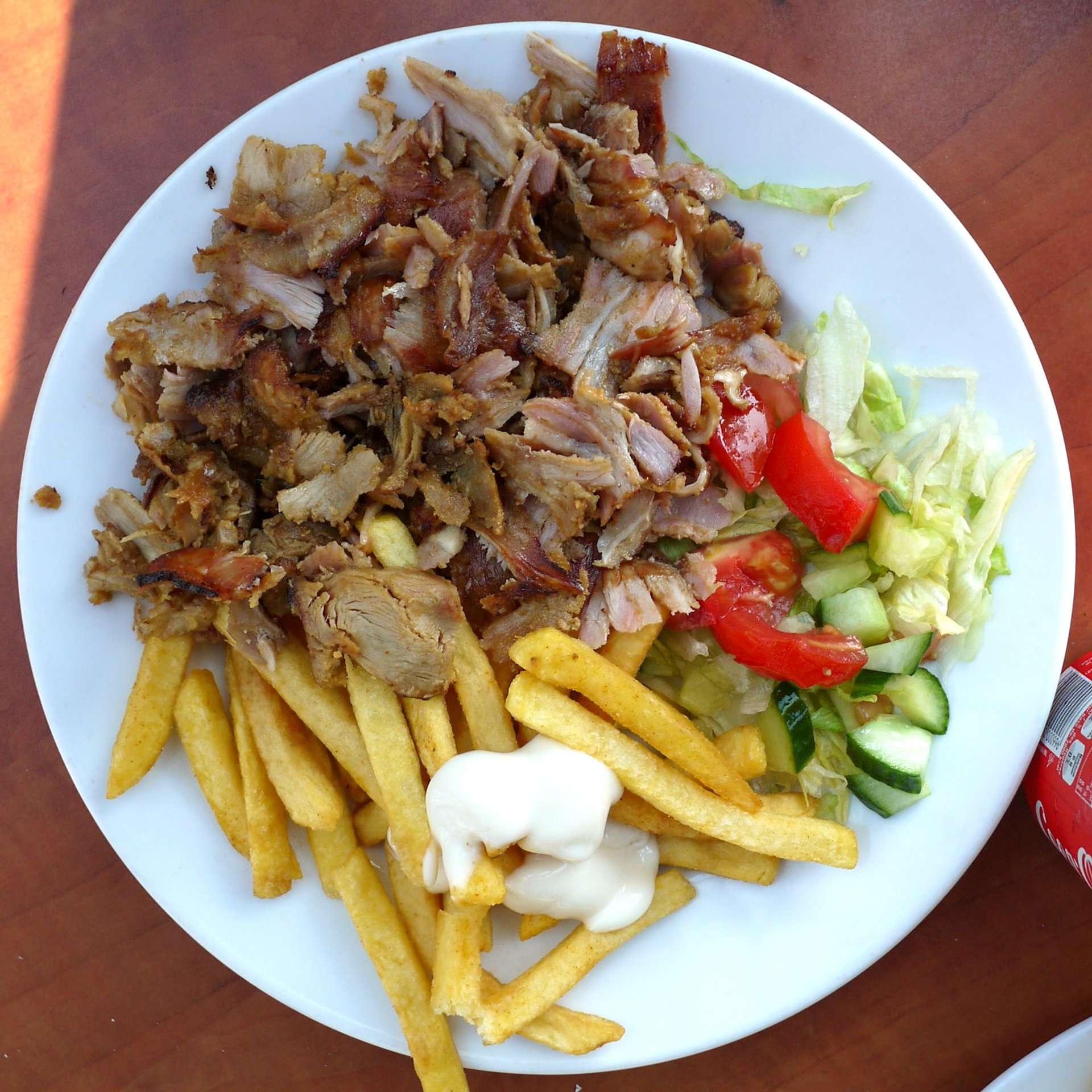
Een Nederlandse "dönerschotel": döner met friet en salade
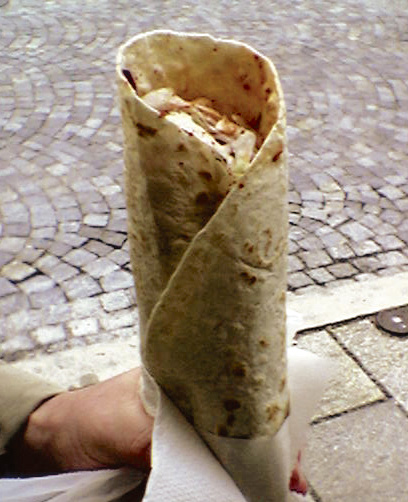
Een "dürüm-döner" in Duitsland
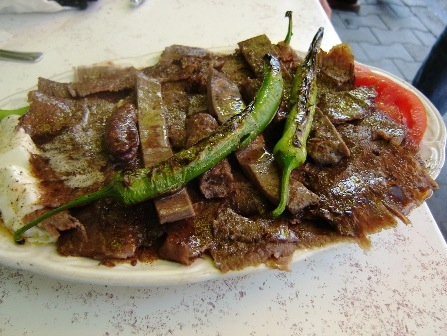
Döner geserveerd in de bursa-stijl in Bursa in Turkije
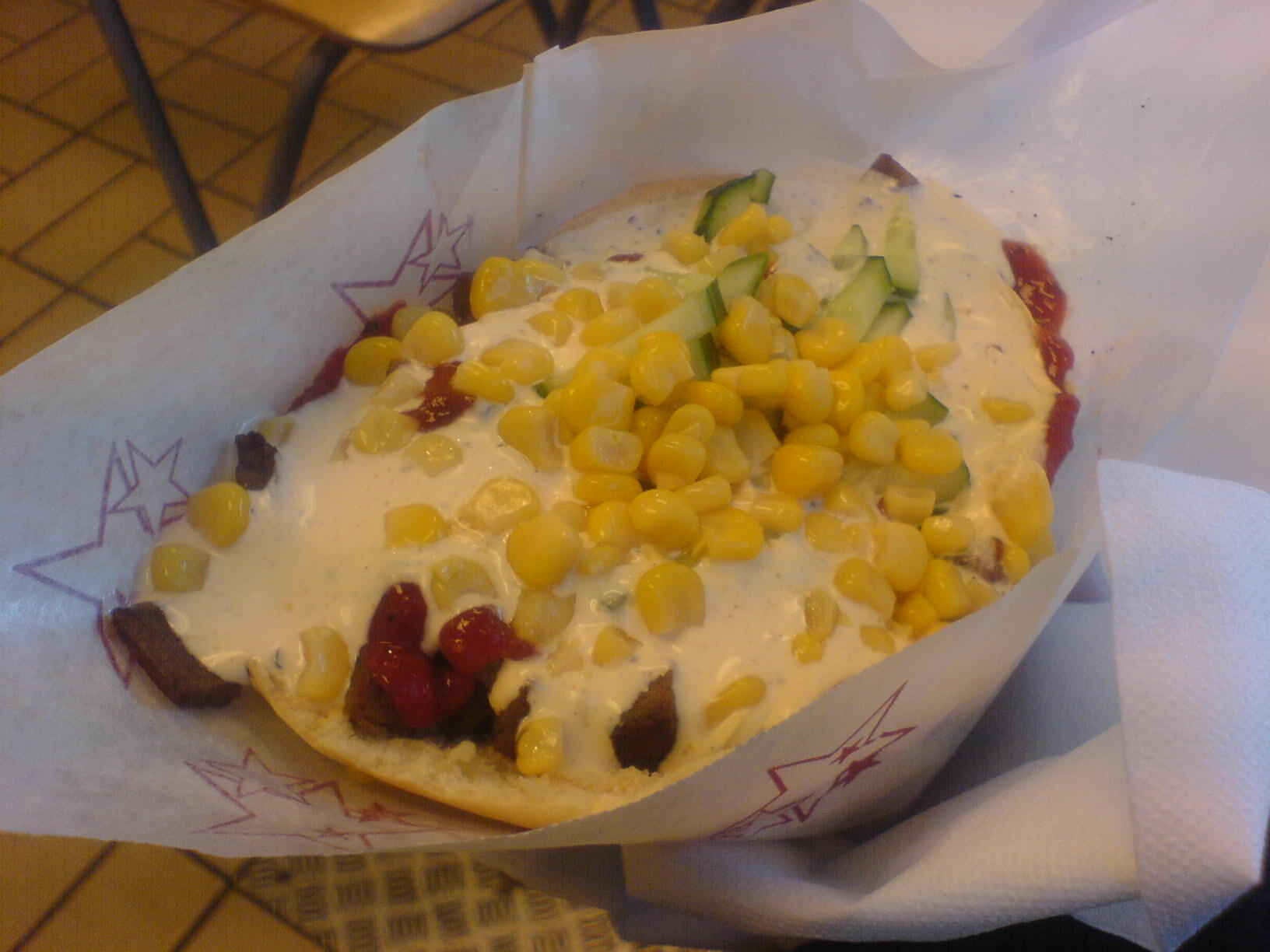
Een döner in Noorwegen: met maïs
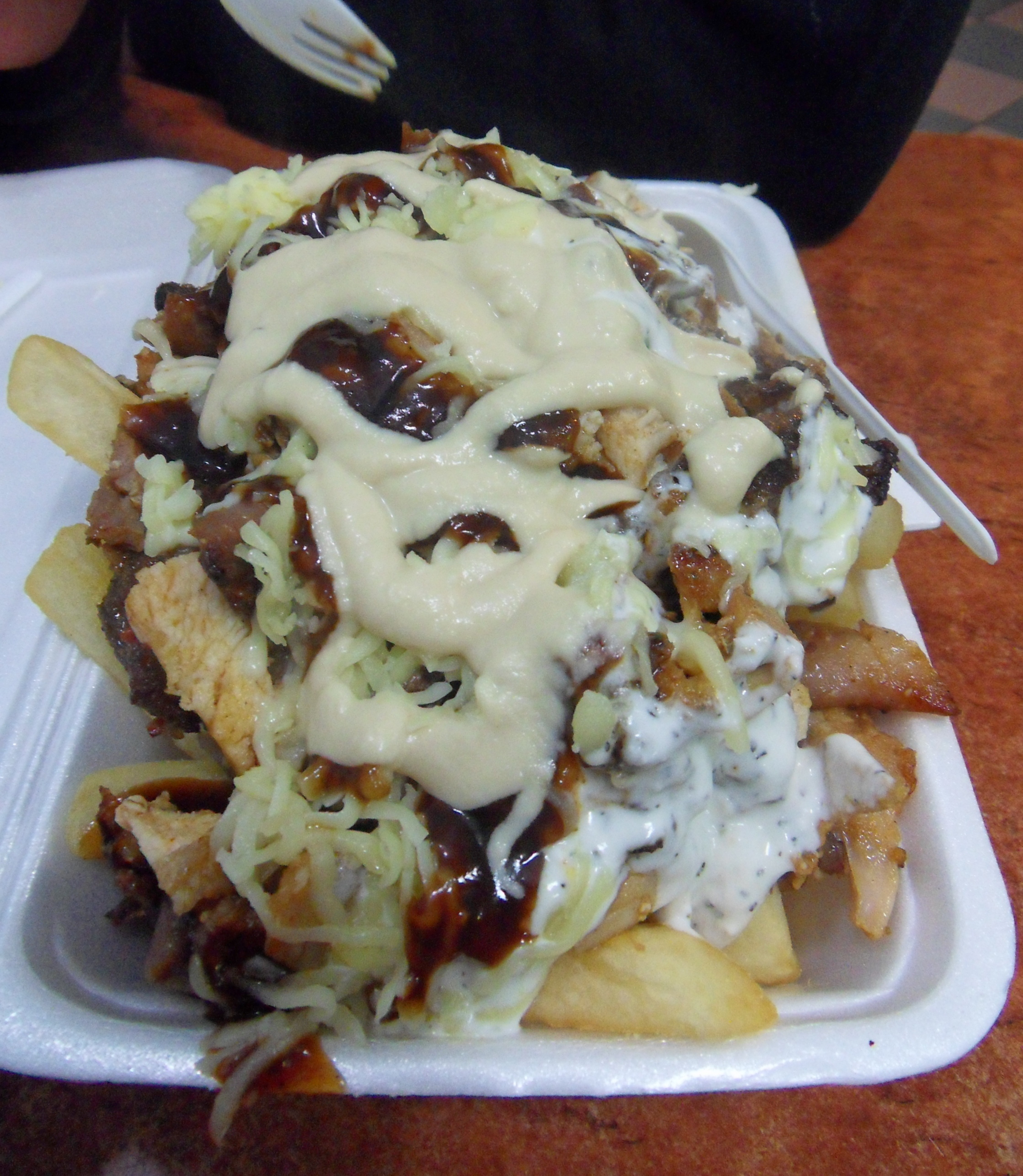
Australische döner met geraspte kaas
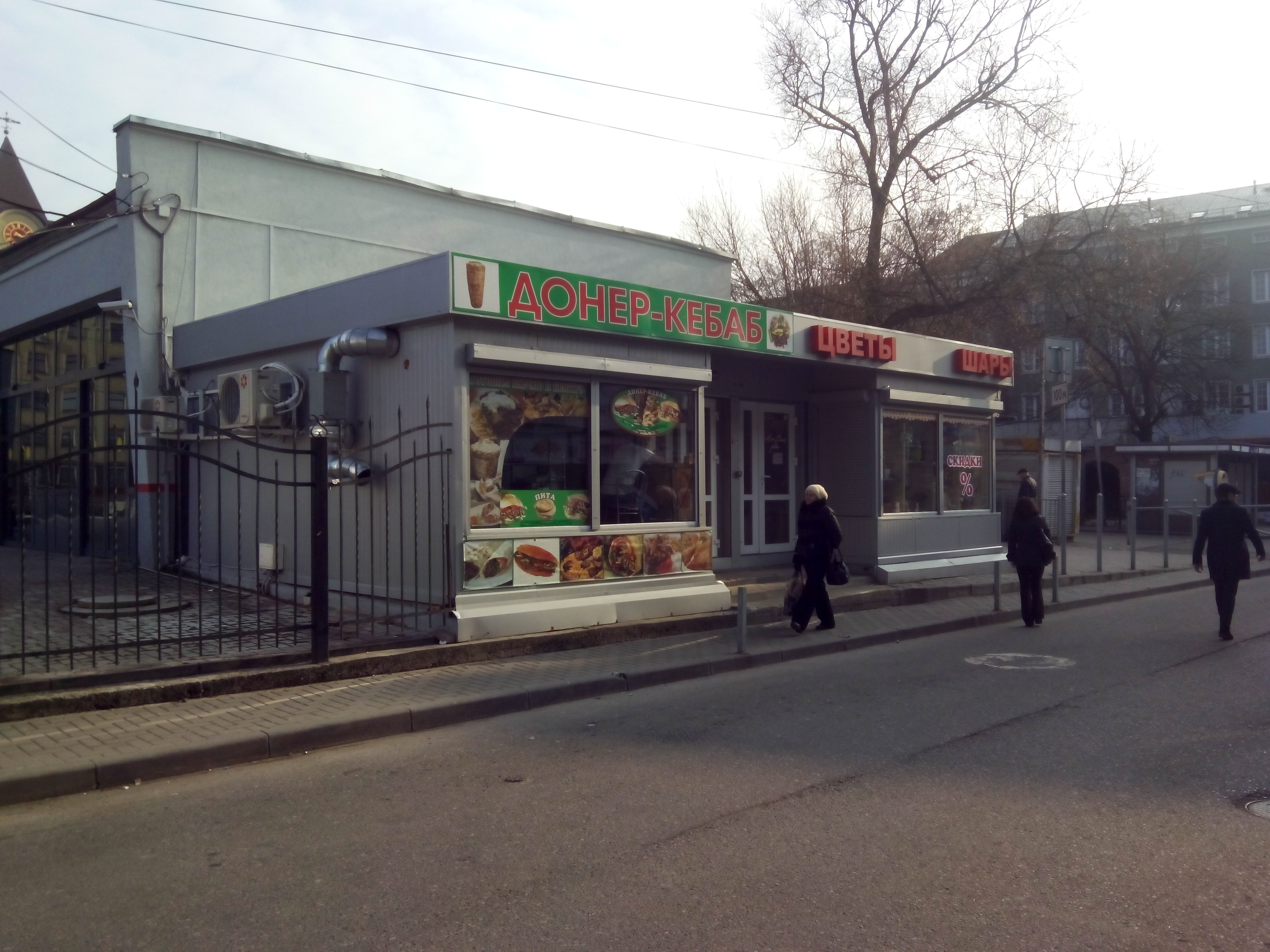
Een dönersnackbar in Rusland